# Newsmax TV
Newsmax TV — американський телеканал. Він належить медіакомпанії Newsmax Media та був заснований у 2014 році. Станція базується у Вест-Палм-Біч, штат Флорида. Телеканал має праву та консервативну позицію.

## Історія
Newsmax TV розпочав свою діяльність у 1998 році як журнал та інтернет-портал. Сервіс був заснований Крістофером Радді. Власник не належить до жодної політичної партії, але називає себе «консерватором Рейгана». Медіакомпанія Newsmax Media, яка керує каналом, базується у Вест-Палм-Біч, штат Флорида. Newsmax TV вийшов у телеетер в 16 червня 2014 року. У 2020 році газета The New York Times, посилаючись на Радді, написала, що телевізійна мережа Newsmax TV ще не має якогось прибутку. 
До президентських виборів у США 2020 року, що відбулися 3 листопада 2020 року, станція була «відносно невідомою правоконсервативною нішевою станцією». Однак канал раптово здобув багато глядачів після того, як Дональд Трамп почав розміщувати свою виборчу кампанію на Newsmax TV. Хоча всі американські медіа повідомляли про ймовірну перемогу Джо Байдена на президентських виборах, Newsmax TV продовжував наполягати на перемозі Дональда Трампа на виборах. Дональд Трамп позитивно відгукнувся про телеканал Newsmax TV після того, як його улюблений телеканал Fox News оголосив Джо Байдена переможцем виборів в штаті Аризона, випередивши CNN, MSNBC та інші телевізійні мережі. 
Коли 7 листопада 2020 року всі великі телеканали США, включаючи Fox News, оголосили Джо Байдена новообраним президентом США, Newsmax TV наполягав на тому, що результати виборів ще не визначені. Телеканал перейняв версію Дональда Трампа про нібито фальсифікацію виборів.  За даними The New York Times, посилаючись на Nielsen, телевізійна станція Newsmax TV змогла значно збільшити свою аудиторію, адже з липня до кінця жовтня 2020 року Newsmax TV мав близько 58 000 глядачів у прайм-тайм. Через тиждень після виборів аудиторія за той самий період становила 568 000 осіб. 
Генеральний директор телеканалу Newsmax TV у листопаді 2020 року заявив:
|                                           | Ринок кабельного телебачення – це ринок вартістю шість мільярдів доларів, і Fox News володіє його половиною. Досі у них просто не було конкуренції. Ми перші. Ми настільки добре позиціоновані, що тепер можемо конкурувати з Fox. Fox поводився дуже шизофренічно після виборів, не дуже надійно підтримуючи президента. Newsmax, навпаки, підтримував |
| — Крістофер Радді, www.deutschlandfunk.de | |

Станом на середину грудня 2020 року Newsmax TV назвав Джо Байдена новообраним президентом.

## Програми
Програми телеканалу складається з новинних програм та політичних ток-шоу. Окрім політичних репортажів, також будуть програми про здоров'я, фінанси та добробут. Newsmax TV прагне бути ресурсом для нібито позбавлених громадянських прав бебі-бумерів у США, пояснив Newsmax Media перед стартом мовлення Newsmax TV.

## Мовлення
Newsmax TV поширюється через супутник (Orby, Dish, DirecTV) та Інтернет, а також транслюється на кілька кабельних мереж США. Згідно з власною інформацією, Newsmax TV можуть приймати понад 70 мільйонів домогосподарств у США (станом на 2020 рік). The New York Times повідомляє, що Newsmax посідає приблизно 1115 місце в деяких регіонах, тому багато провайдерів кабельного телебачення розміщують канал у нижчому рейтингу.